# Cory Arcangel

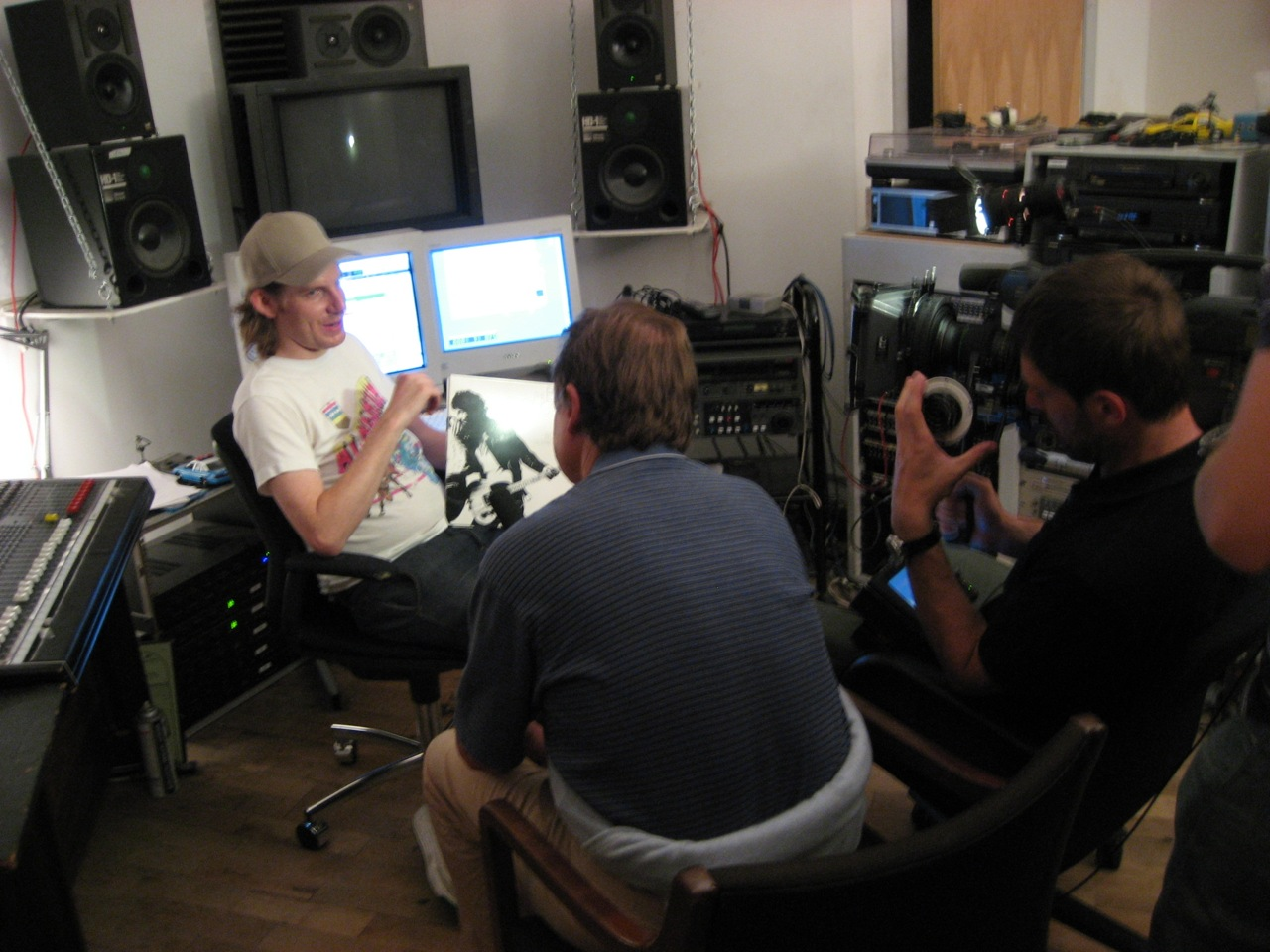
CoryArcangel
2006 mit Interviewer

Cory Arcangel (* 25. Mai 1978 in Buffalo, New York) ist ein amerikanischer Künstler, der unterschiedliche Medien kombiniert. Zeichnungen, Musik, Video, die Modifikation von Videospielen, eigene Performances und Installationen werden zur Untersuchung der Beziehung zwischen Technologie und Kultur eingesetzt.

## Leben
Arcangel wuchs in Buffalo NY auf und besuchte dort die Nichols School. Er wurde durch Ausstellungen von Videokunst im Squeaky Wheel Buffalo Media Arts Center beeindruckt, unter anderem einer Ausstellung von Nam June Paik. Zunächst studierte er Klassische Gitarre am Oberlin Conservatory of Music, wechselte dann jedoch in den Studiengang Musiktechnologie, Graduierung im Jahr 2000. Am Oberlin Conservatory of Music traf er Paul B. Davis, mit dem er im Jahr 2000 das Beige Programming Ensemble gründete.

## Werk
Cory Arcangel entwickelt seine Werke aus Elementen der Internetkultur, aus Pop- und Experimenteller Musik und aus Videospielen und Computerprogrammen. Dabei setzt er seine Erfahrung als Musiker und seine Programmierkenntnisse ein. Die Herangehensweise kann oft der Appropriation Art im weiteren Sinne zugerechnet werden. Christiane Paul, als Kuratorin seiner ersten großen Einzelausstellung „Pro Tools“ im Whitney Museum, machte darauf aufmerksam, dass im Werk des Künstlers ein für digitale Kunst wichtiger theoretischer Unterschied zum Tragen kommt: Digitale Technologie wird nicht nur, wie es üblich geworden ist, als Werkzeug verwendet, sondern das Digitale wird als eigenes Medium begriffen, das teils auch zur Reflexion über digitale Medien anregt. Praktiken und Mythen der Internetkultur und Trends in der Unterhaltungsindustrie werden sinnlich erfahrbar. Arcangel präsentiert seine meist multimedialen Arbeiten in verschiedenen Genres: Videoinstallationen, kinetische Skulpturen und Performances.
Anlässlich der Schenkung der Videoinstallation „a couple thousand short films about Glenn Gould“ an die Sammlung der Nationalgalerie der Staatlichen Museen zu Berlin zeigte 2010 das Hamburger Bahnhof – Museum für Gegenwart die erste Einzelausstellung von Cory Arcangel in Berlin: Here Comes Everybody. 2024 veröffentlichte er in der Ausstellung Let's Play Majerus G3 die Daten aus dem Laptop des verstorbenen Künstlers Michel Majerus und führte sie auch online auf YouTube vor.

### Super Mario Clouds
Super Mario Clouds ist einer der „Nintendo Game Cartridge Hacks“, mit denen Cory Arcangel bekannt wurde. Er modifizierte ein Super Mario Bros. Modul für das Nintendo Entertainment System, indem er den Programmchip aus dem Computerspiel-Klassiker der 1980er Jahre entfernte und durch einen selbstgebauten Chip ersetzte. Von den Grafiken des Videospiels blieb nur ein blauer Hintergrund, auf dem weiße Wolken langsam und endlos von rechts nach links ziehen.

### A couple thousand short films about Glenn Gould
Die Videoinstallation besteht aus 1106 aus dem Internet gezogenen Einzelbildern von verschiedenen Personen an unterschiedlichen Instrumenten, die jeweils eine Note aus den Goldberg-Variationen von Johann Sebastian Bach spielen. In einer Doppelprojektion laufen die Bilder synchron zur Musik in atemberaubendem Tempo ab. Glenn Goulds Methode, für seine Schallplatten verschiedene Aufnahmen zusammenzusetzen, wird ad absurdum geführt.

## Ausstellungen
- 2005: Nerdzone Version 1. Migros Museum für Gegenwartskunst, Zürich
- 2010: Here Comes Everybody. Hamburger Bahnhof – Museum für Gegenwart, Berlin
- 2011: Cory Arcangel: Pro Tools. Whitney Museum of American Art, New York
- 2024: Let's Play Majerus G3. Michel Majerus Estate, Berlin